# Jožef de Giorgio
‎Jožef de Giorgio, slovenski jezuit, teolog in filozof, * 22. april 1638, Ljubljana, † 14. februar 1764, Ljubljana.
Bil je rektor Jezuitskega kolegija v Ljubljani (27. november 1746 - 7. december 1749).